# Sandtjärnen (Lillhärdals socken, Härjedalen)
Sandtjärnen är en sjö i Härjedalens kommun i Härjedalen och ingår i Ljusnans huvudavrinningsområde.